# Lepidiota corpulenta
Lepidiota corpulenta är en skalbaggsart som beskrevs av Moser 1910. Lepidiota corpulenta ingår i släktet Lepidiota och familjen Melolonthidae. Inga underarter finns listade i Catalogue of Life.